# 横浜市立大正中学校
横浜市立大正中学校（よこはましりつ たいしょうちゅうがっこう）は、横浜市戸塚区原宿にある市立中学校。
1980年代には生徒数で全国第2位の規模であった。

## 歴史
- 1947年4月1日 旧海軍施設跡に創立。
- 1951年 校歌制定。
- 1989年 横浜博覧会を記念して、ドウダンツツジの植栽を行なった。
- 1995年 ほたる飼育舎が落成。
- 2002年2月 グラウンド整備工事完了。
- 2013年8月  教室空調設備工事完了

## 所在地
- 横浜市戸塚区原宿4-12-1
- 戸塚駅からバス。藤沢駅からバス。大船駅からバス。（全て神奈川中央交通バス）
- 周辺には国道1号、神奈川県道23号原宿六ツ浦線、横浜医療センター。

## 主な出身者
- 毒蝮三太夫（疎開中のみ）
- 江幡哲也（オールアバウト創業者・社長兼CEO）
- 横山剣（音楽家）
- 古川頌久（サッカー選手）
- 夏川玲（音楽家）
- 中川颯（プロ野球選手）
- 神保れい（シンクロナイズドスイミング　オリンピック代表）